# Cihaur (Ciawigebang)
Cihaur is een bestuurslaag in het regentschap Kuningan van de provincie West-Java, Indonesië. Cihaur telt 3860 inwoners (volkstelling 2010).